# 子长站
子长站，位于中华人民共和国陕西省延安市子长市杨家园子镇吴家坪村，是包西铁路上的火车站，由西安局集团延安车务段管辖。

## 旅客列車目的地
| 列车所属路局 | 目的地           |
| ------------ | ---------------- |
| 哈尔滨局集团 | 海拉尔           |
| 沈阳局集团   | 西安             |
| 西安局集团   | 西安、神木、榆林 |

## 外部連結
- 中国铁路客户服务中心（页面存档备份，存于）